# Koprivnica, Aleksinac
Koprivnica (izvirno srbsko Копривница) je naselje v Srbiji, ki upravno spada pod Občino Aleksinac; slednja pa je del Niškega upravnega okraja.

## Demografija
V naselju živi 187 polnoletnih prebivalcev, pri čemer je njihova povprečna starost 46,6 let (43,7 pri moških in 49,2 pri ženskah). Naselje ima 79 gospodinjstev, pri čemer je povprečno število članov na gospodinjstvo 2,82.
To naselje je, glede na rezultate popisa iz leta 2002, skoraj popolnoma srbsko, a v času zadnjih treh popisov je opazno zmanjšanje števila prebivalcev.
|  |

| Demografija | Demografija     | Demografija     |
| Leto        | Št. prebivalcev | Št. prebivalcev |
| ----------- | --------------- | --------------- |
|             |                 |                 |
|             |                 |                 |
|             |                 |                 |
|             |                 |                 |
| 1948        | 413             |                 |
| 1953        | 411             |                 |
| 1961        | 412             |                 |
| 1971        | 368             |                 |
| 1981        | 333             |                 |
| 1991        | 293             | 287             |
| 2002        | 231             | 223             |
|             |                 |                 |

| Etnična sestava po popisu iz leta 2002 | Etnična sestava po popisu iz leta 2002 | Etnična sestava po popisu iz leta 2002 | Etnična sestava po popisu iz leta 2002 | Etnična sestava po popisu iz leta 2002 |
| -------------------------------------- | -------------------------------------- | -------------------------------------- | -------------------------------------- | -------------------------------------- |
| Srbi                                   | Srbi                                   |                                        | 222                                    | 99,55%                                 |
| Neznano                                | Neznano                                |                                        | 0                                      | 0,0%                                   |